# Bahnhof Hamburg-Barmbek
Der Bahnhof Hamburg-Barmbek ist ein Knotenpunkt im Hamburger Schnellbahnnetz. Er ist zudem Trennungsbahnhof zwischen der Ringlinie der Hamburger U-Bahn und der Walddörferbahn. Er wird von den Linie S1 der Hamburger S-Bahn sowie der Linie U3 der Hamburger Hochbahn angefahren. Das Kürzel der Station bei der U-Bahn-Betreiber-Gesellschaft Hamburger Hochbahn lautet „BA“/„BK“.
Der U-Bahnhof hat werktags durchschnittlich 69.577 Ein- und Aussteiger (Mo–Fr, 2019). Den S-Bahnhof nutzten 2018 werktäglich (Mo–Fr) im Schnitt etwa 29.200 ein- oder aussteigende Fahrgäste. Bei diesen Werten wurde jeder Ein- oder Ausstieg separat gezählt; ein Umsteiger zwischen zwei unterschiedlichen Unternehmen(sbereichen) galt also als „zwei Fahrgäste“.

## Aufbau

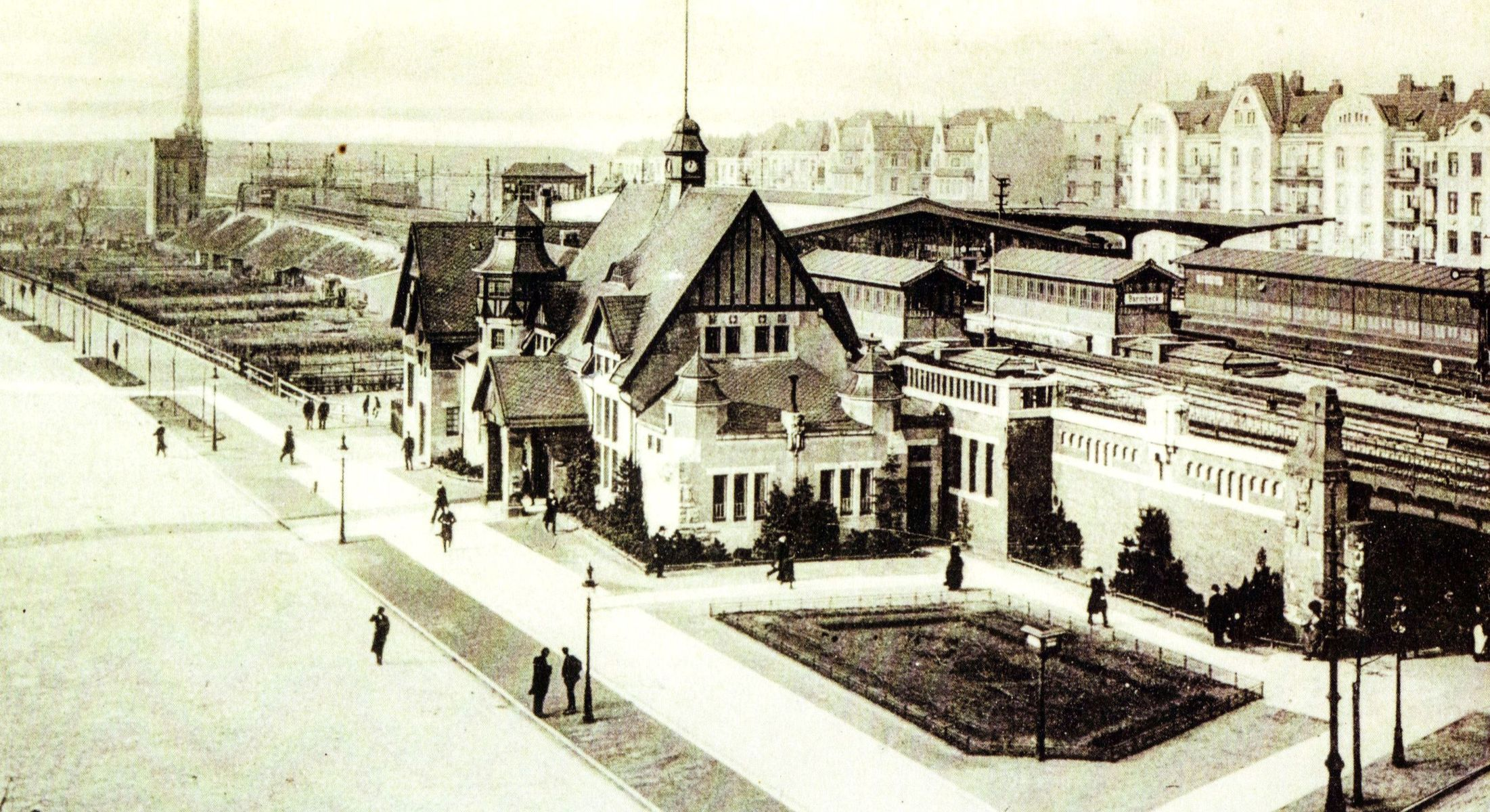
Bahnhof Barmbek 1912, vorn das Empfangsgebäude von Eugen Göbel, dahinter die Bahnsteighalle der Hochbahn-Ringlinie, ganz hinten der Bahnsteig der 1906 eröffneten Vorortbahn (S-Bahn) nach Ohlsdorf

Der Bahnhof befindet sich im Hamburger Stadtteil Barmbek-Nord auf einem Damm und verfügt über insgesamt drei Bahnsteige. Der nördlichste wird von der S-Bahn mit der Linie S1 genutzt. Die beiden südlichen Bahnsteige dienen dem Verkehr der U-Bahn-Linie U3 auf der Ringstrecke Richtung Kellinghusenstraße bzw. Berliner Tor und dem Abzweig nach Wandsbek-Gartenstadt. Bis Sommer 2009 bedienten zwei U-Bahn-Linien den Bahnhof Barmbek. Die U2 bediente den Bahnhof, aus Wandsbek-Gartenstadt kommend, Richtung Berliner Tor, während die Züge der U3 aus Richtung Kellinghusenstraße in Barmbek endeten.
Am nördlichen Rand führt zudem das Gleis der parallel zur S-Bahn-Strecke verlaufenden Güterumgehungsbahn am Bahnhof vorbei. Der an ihr gelegene Güterbahnhof Barmbek lag einige hundert Meter nordwestlich des S-Bahnhofs und ist inzwischen stillgelegt und überbaut. Nordwestlich des Bahnhofs schließt sich für die S-Bahn eine zweigleisige Kehranlage, für die U-Bahn eine Betriebswerkstatt an. Auf der östlichen Seite der U-Bahnsteige liegen in der recht scharfen Kurve Richtung Süden zwei Kehrgleise, die von aus dem Westen und Norden kommenden Zügen (aus/in Richtung Kellinghusenstraße und Wandsbek-Gartenstadt, vom/zum Abstellbahnhof Saarlandstraße, von und zu der Betriebswerkstatt sowie für Überführungsfahrten vom/zum Betriebsbahnhof Farmsen) zum Kehren genutzt werden.

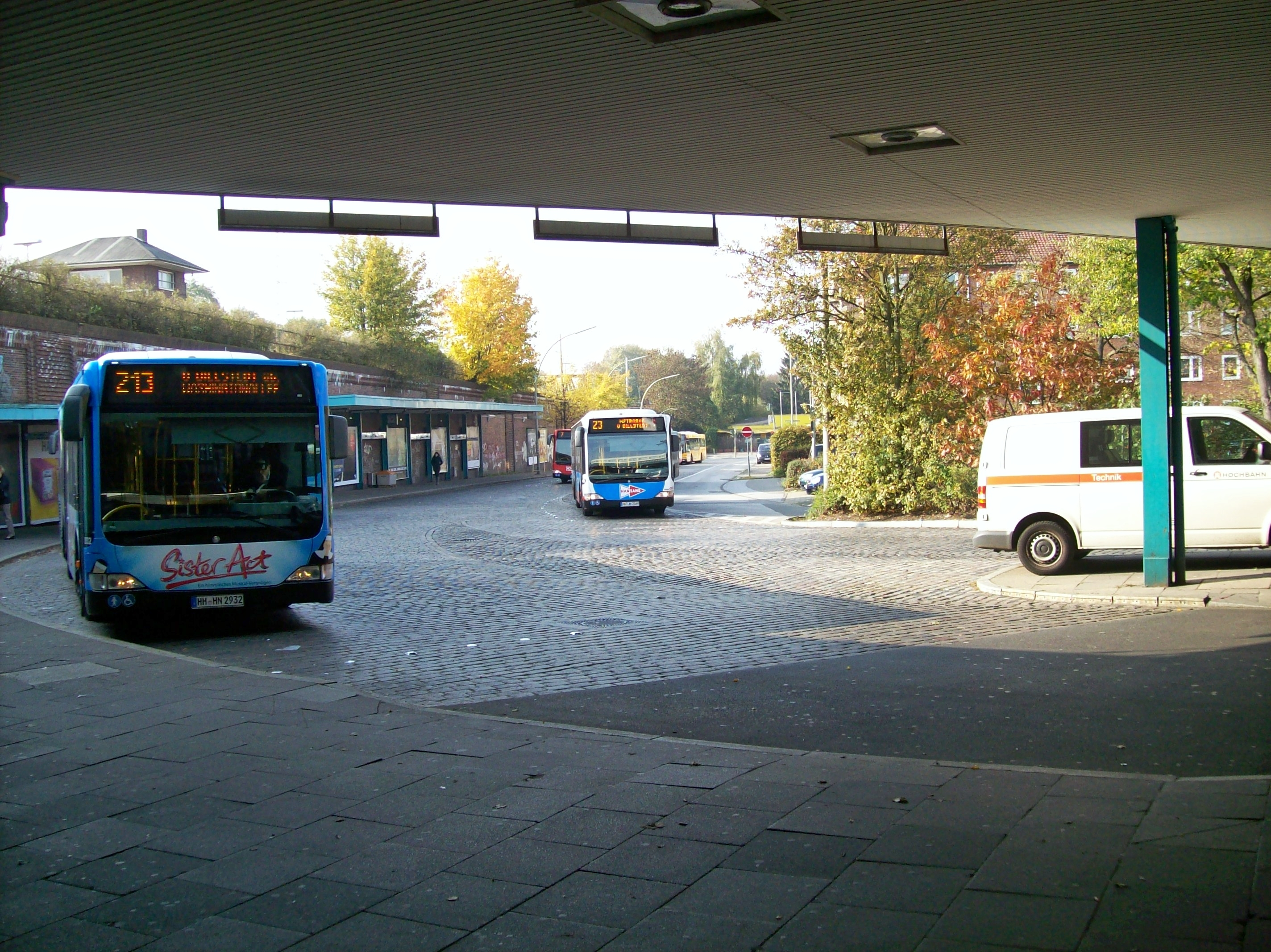
Busbahnhof Barmbek an der Krüsistraße vor dem Umbau

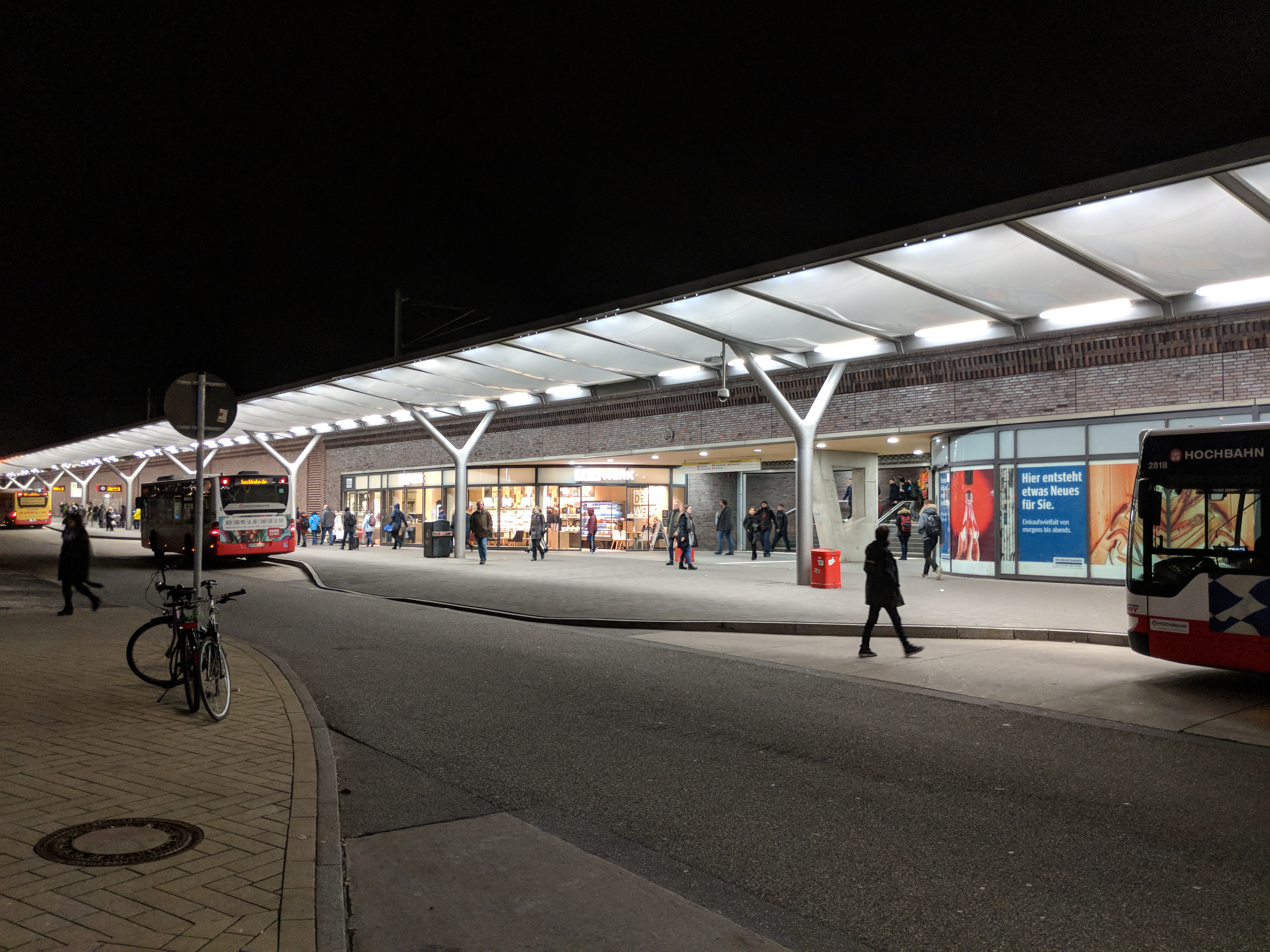
Busbahnhof Barmbek (nördliche Seite) nach dem Umbau

## Geschichte
Der Barmbeker Bahnhof besteht seit 1906 als Teil der damaligen Stadtbahn. Ab 1912 hielt auch die Hochbahn (später U-Bahn genannt) an zwei Bahnsteigen mit vier Gleisen, die direkt südlich parallel zum Vorortbahnhof gebaut wurden. Mit dem Bau der U-Bahn-Zweiglinie in die Walddörfer kam ein weiterer Bahnsteig mit zwei Gleisen hinzu. Dafür musste das Empfangsgebäude am Wiesendamm bereits 1916 abgerissen werden. Zwischen 1926 und 1928 wurden die Gleisanlagen der U-Bahn komplett erneuert, fortan gab es hier nur noch zwei U-Bahnsteige mit vier Gleisen. Bis 1946 wurde der Stadtteil „Barmbeck“ und auch der Bahnhofsname mit „ck“ geschrieben (siehe Dehnungs-ck).
Anfang der 1960er Jahre wurde auf der westlichen Seite des Bahnhofs ein breiter Verbindungsgang auf einer eigenen Ebene (+1) mit Verkaufsräumen, Zugang zu den drei Bahnsteigen mit je einer Rolltreppe und Anbindung an den Wiesendamm und die nördlich des Bahndamms liegende Krüsistraße über Treppen geschaffen. Hier wurde eine große Bus-Umsteigeanlage mit einem Ankunfts- und zwei Abfahrts-Bussteigen errichtet. Sie wurde u. a. dazu benötigt, die Straßenbahnlinien 6 in Richtung Ohlsdorf und 9 nach Bramfeld durch eine gebrochene Verbindung Schnellbahn → Bus zu ersetzen. Der Straßenbahnverkehr in Barmbek wurde am 29. Mai 1965 eingestellt. Nordwestlich des Busbahnhofs wurde zwischen Krüsistraße und Drosselstraße eine Park+Ride-Anlage mit 152 Parkplätzen eingerichtet.
1978 wurde für den U-Bahn-Bereich ein neues Stellwerk an der Westseite des südlichen Bahnsteiges errichtet. Es ersetzte die alten Stellwerksanlagen, die teilweise noch von 1929 stammten. Um 1986 wurde der westliche Durchgang zwischen Wiesendamm und Krüsistraße mit den Zugängen zu den Bahnsteigen erneuert, u. a. mit einer neuen Flächenaufteilung, der Einrichtung einer Wertmarken-Verkaufsstelle, neuen Fahrkartenautomaten sowie neuen Wandfliesen.
Die mehr als vierzig Jahre alte Busanlage wurde Anfang der 2010er Jahre durch auf der Nord- und Südseite des Bahnhofs (an der Krüsistraße und dem Wiesendamm) verteilte Bushaltestellen ersetzt. Dazu wurde der westliche Zugang vom Wiesendamm erneuert. Außerdem wurde der in den 1960er Jahren geschlossene schmale Verbindungsgang von der östlichen Treppe zum S-Bahnsteig bis zur Ecke Krüsistraße/Fuhlsbüttler Straße wieder geöffnet. In der Zwischenzeit war die feste Treppe zum S-Bahnsteig auf der Ostseite nur durch die U-Bahn-Schalterhalle vom Wiesendamm aus erreichbar.
Der Bahnhof wurde zwischen Oktober 2009 und Ende 2016 saniert und umgebaut. Am westlichen Verbindungsgang wurden Aufzüge zur Straßenebene und zu den drei Bahnsteigen eingebaut. Der Senat stellte insgesamt 28,4 Mio. Euro für die behindertengerechte Umgestaltung des Bahnhofs und der Umsteigeanlage zur Verfügung.

## S- und U-Bahn-Linien
Der Bahnhof wird von den Linien U3 und S1 angefahren.
| Linie | Verlauf |
| ----- | --- |
| U 3   | Barmbek – Saarlandstraße – Borgweg (Stadtpark) – Sierichstraße – Kellinghusenstraße – Eppendorfer Baum – Hoheluftbrücke – Schlump – Sternschanze – Feldstraße (Heiligengeistfeld) – St. Pauli – Landungsbrücken – Baumwall (Elbphilharmonie) – Rödingsmarkt – Rathaus – Mönckebergstraße – Hauptbahnhof Süd – Berliner Tor – Lübecker Straße – Uhlandstraße – Mundsburg – Hamburger Straße – Dehnhaide – Barmbek – (in Planung Fuhlsbüttler Straße –) Habichtstraße – Wandsbek-Gartenstadt                                   |
| S 1   | Wedel – Rissen – Sülldorf – Iserbrook – Blankenese – Hochkamp – Klein Flottbek – Othmarschen – Bahrenfeld – Ottensen – Altona – Königstraße – Reeperbahn – Landungsbrücken – Stadthausbrücke – Jungfernstieg – Hauptbahnhof – Berliner Tor – Landwehr – Hasselbrook – Wandsbeker Chaussee – Friedrichsberg – Barmbek – Alte Wöhr (Stadtpark) – Rübenkamp – Ohlsdorf \ Streckenast Poppenbüttel – Kornweg (Klein Borstel) – Hoheneichen – Wellingsbüttel – Poppenbüttel / Streckenast Flughafen – Hamburg Airport (Flughafen) |

## Galerie

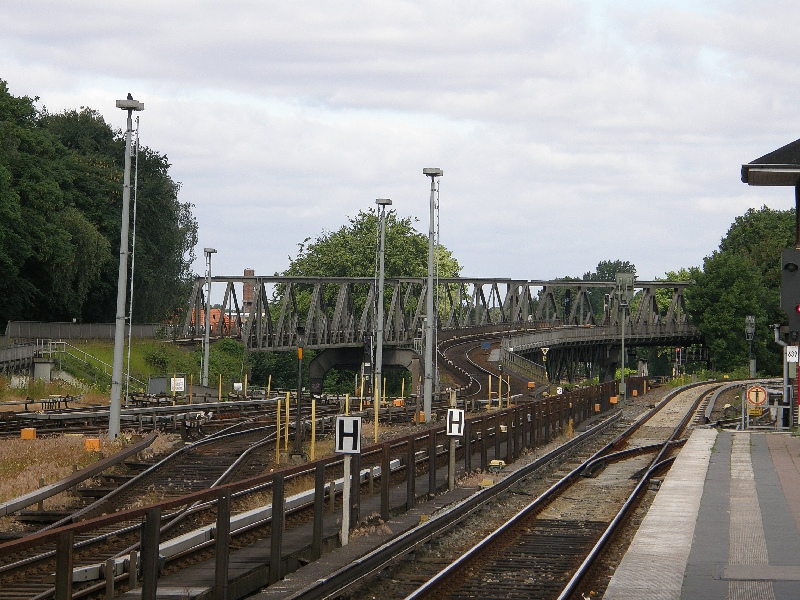
Viadukt zur Ausfädelung der Walddörferbahn aus der Ringlinie
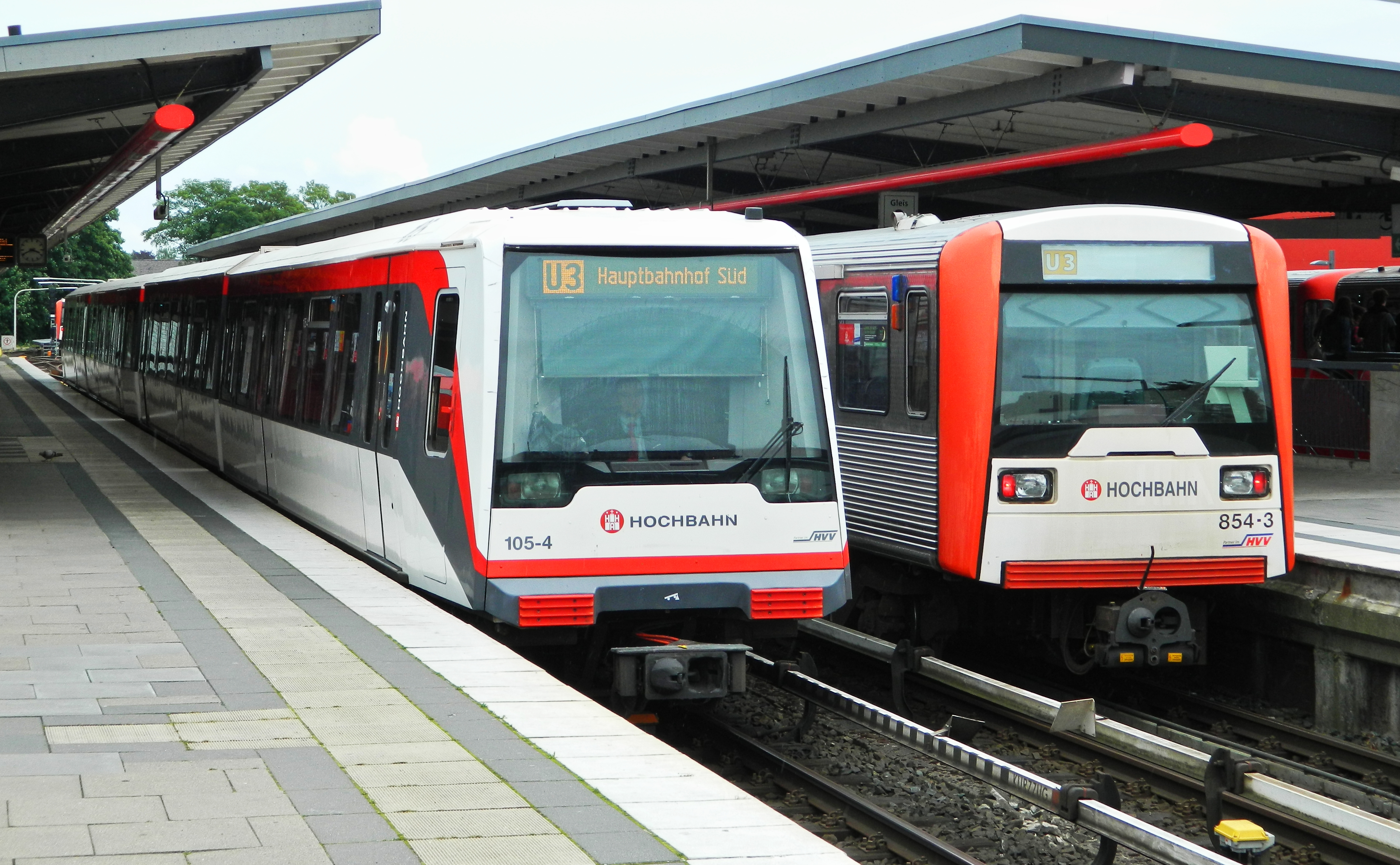
U-Bahn-Züge vom Typ DT 3-E und DT 4 in Barmbek
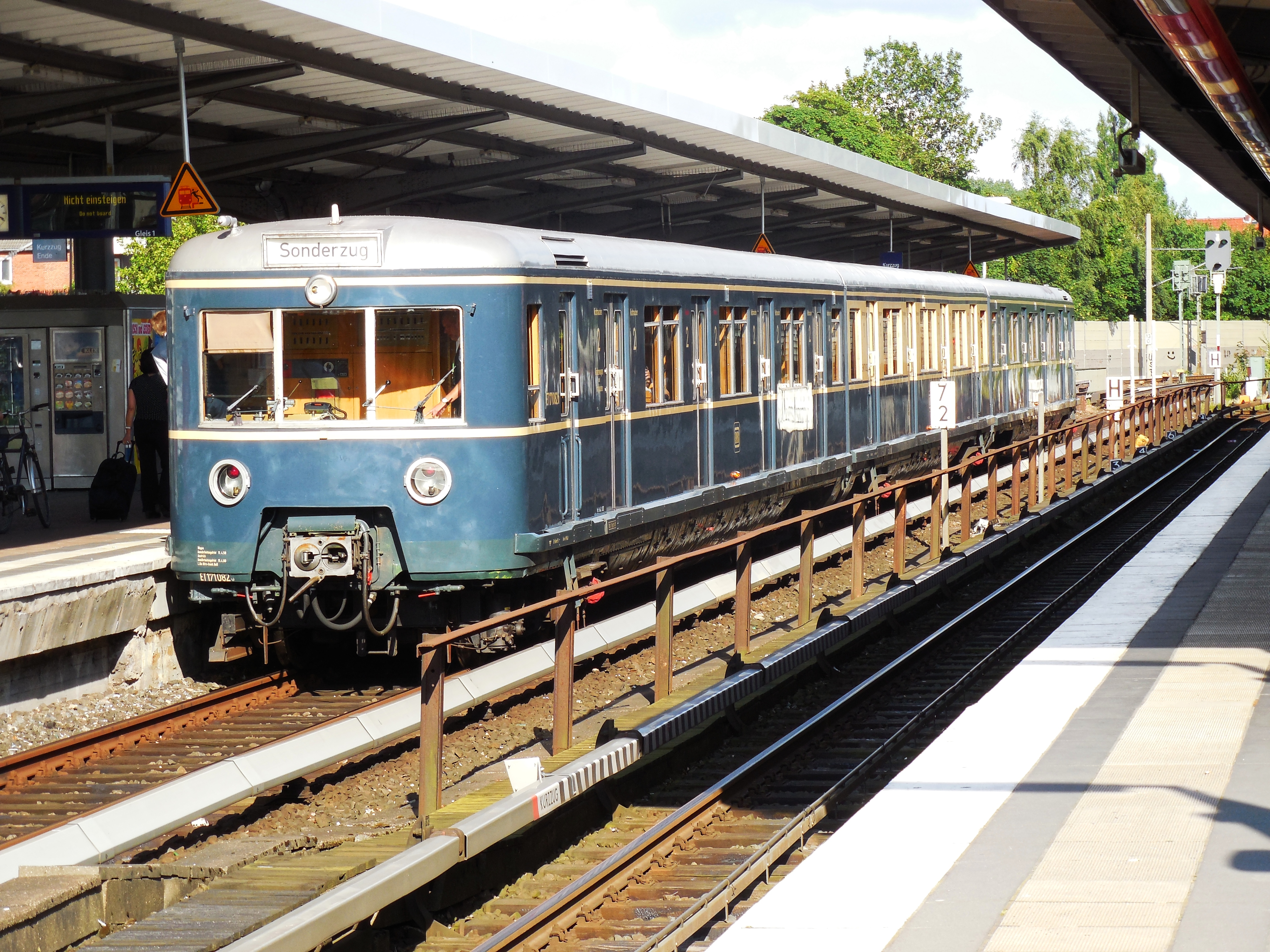
Traditionszug ET 471 der S-Bahn im Bahnhof Barmbek
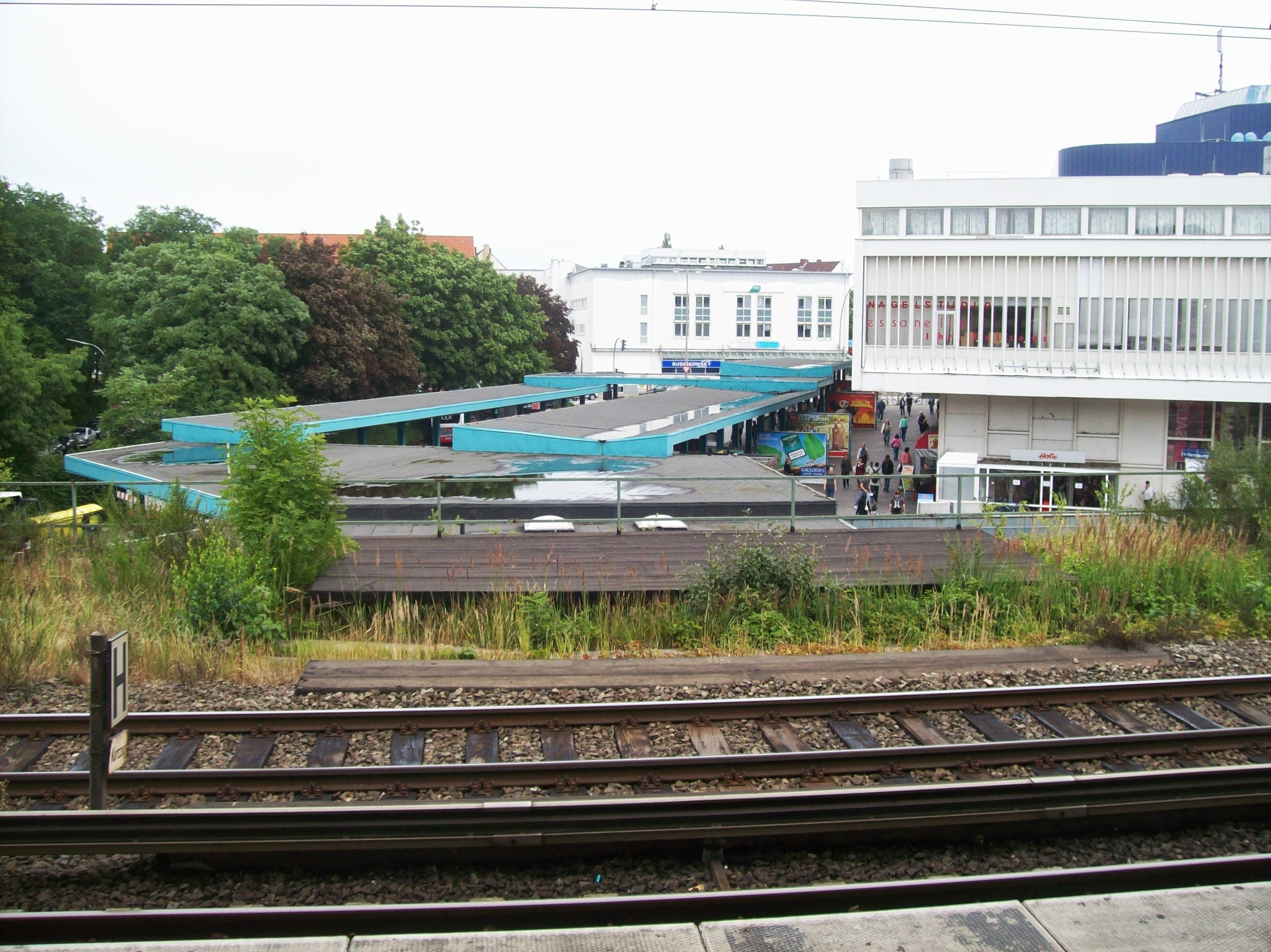
Blick vom S-Bahnsteig Richtung Norden: das Gleis der Güterumgehungsbahn, die zwei Abfahrts-Bussteige des alten Busbahnhofs und das Hertie-Kaufhaus (2008)
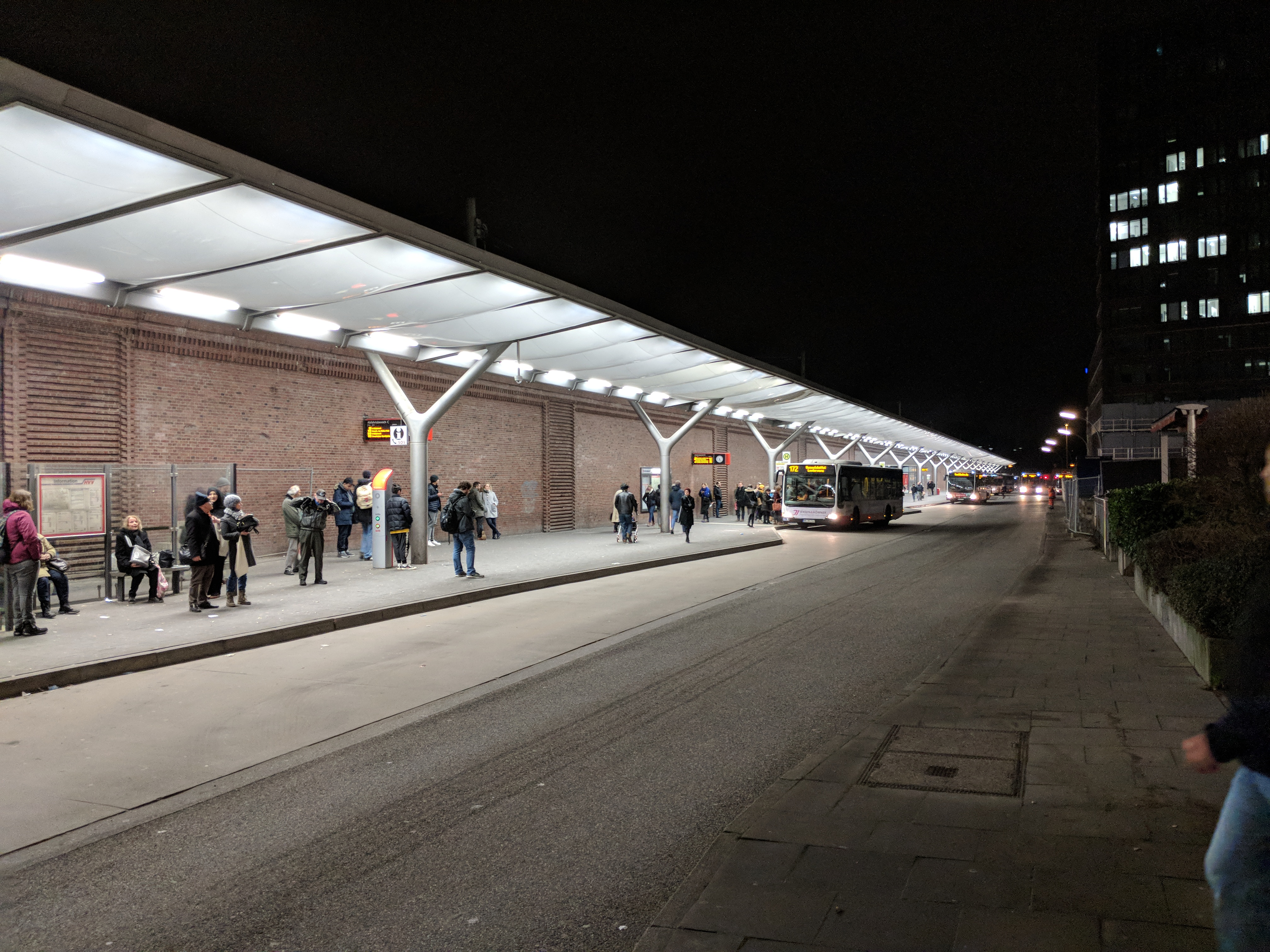
Busbahnhof, Nordseite (Krüsistraße) nach der Modernisierung
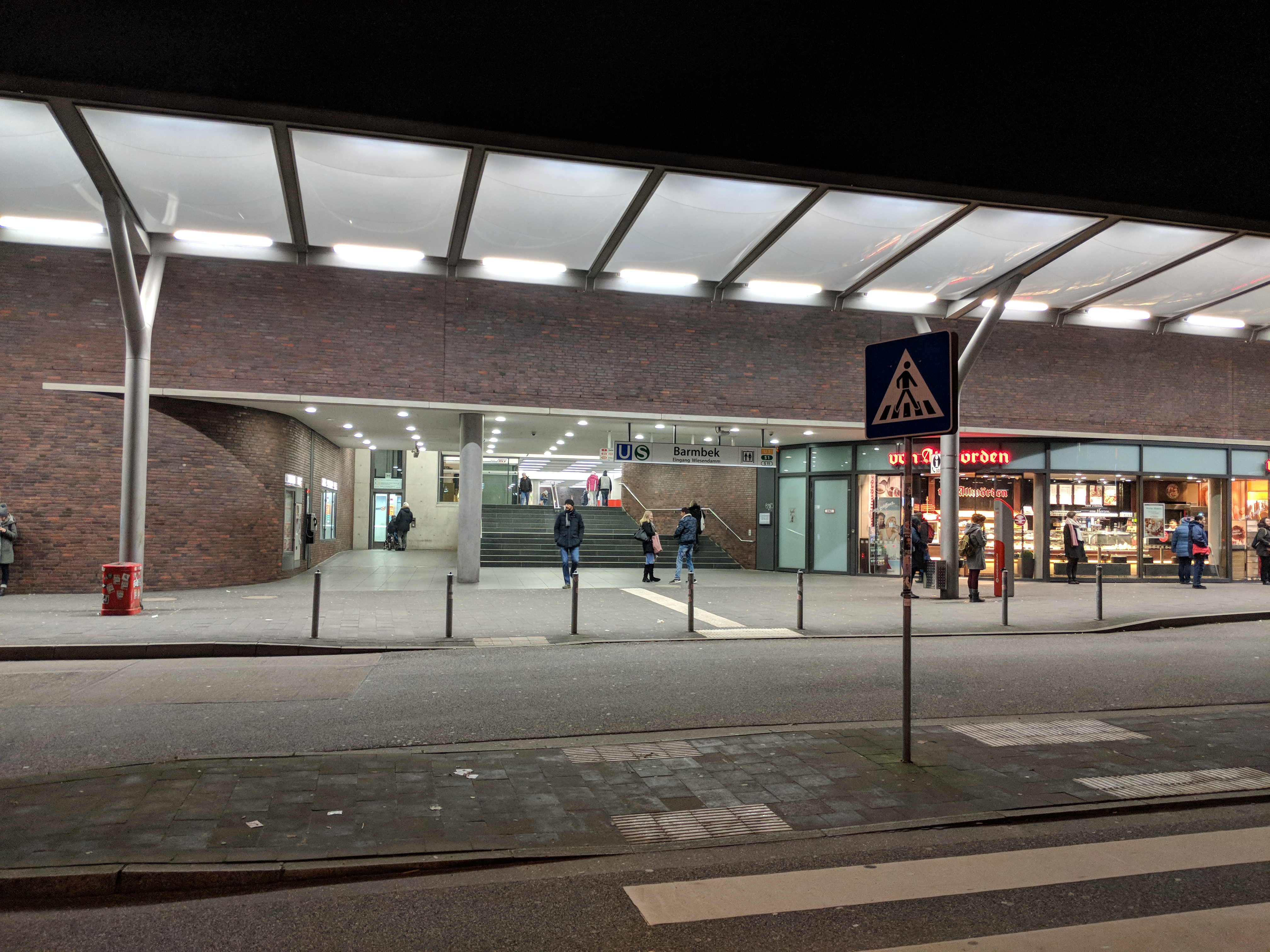
Westlicher Eingang am Wiesendamm